# Alexander Schroth
Alexander Schroth (* 13. Januar 1828 in Wien; † 16. Dezember 1899 ebenda) war ein österreichischer Bildhauer und Gipsformer.

## Leben
Alexander Schroth war der Enkel des Bildhauers Johann Friedrich Schroth (1736–1803) und der Sohn des Bildhauers Johann Baptist Schroth (1789–1857), der als Gipsformer für die Wiener Kunstakademie tätig war. 
Schroth studierte von 1843 bis 1850 mit Unterbrechungen Bildhauerei an der Wiener Akademie der Bildenden Künste. Danach arbeitete er als Gipsformer („Kunstformer“) am Österreichischen Museum für Kunst und Industrie und wurde dort Leiter der Gipsgießerei. Er erfand ein neues Verfahren, das auch die Reproduktion der Farbe des Originals ermöglichte.
Sein Sohn Moriz (1853–1937) trat in die Nachfolge des Vaters und übernahm die Gipsformerei, sein Sohn Eugen (1862–1945) wurde Maler.